# Sulcophanaeus miyashitai
Sulcophanaeus miyashitai är en skalbaggsart som beskrevs av Arnaud 2002. Sulcophanaeus miyashitai ingår i släktet Sulcophanaeus och familjen bladhorningar. Utöver nominatformen finns också underarten S. m. metallescens.